# Porte du Bourg de l'homme
La porte du Bourg de l'homme est une porte située à Désaignes, en France.

## Localisation
La porte est située sur la commune de Désaignes, dans le département français de l'Ardèche.

## Historique
L'édifice est inscrit au titre des monuments historiques en 1939.